# Jules Contant
Pour les articles homonymes, voir Contant.
Jules Contant (Blois, 1852 – 1920) est un artiste-peintre français. À la différence de son homonyme bordelais Jules Contant (1822 – 1885) peintre académique de scènes rurales et animalières, Jules Contant (1852 – 1920) évolue de l'impressionnisme au néo-impressionnisme en signant essentiellement des tableaux paysagers.

## Histoire personnelle et familiale
Né le 23 avril 1852 à Blois, fils d'Amédée Contant et d'Anne Louise Pauline Combannaire, il est le deuxième enfant d’une famille de trois ; il a une sœur aînée et une cadette. Un demi-frère aîné, fils de la première épouse de son père, morte en couches, est élevé par sa mère mais meurt en 1854 à l’âge de 9 ans (il était soigné par le Dr Raspail).
Il fait ses études à Blois. Il s’intéresse déjà beaucoup plus à la peinture et au dessin qu’à tout autre savoir.
En décembre 1870 il est témoin de la mort de son père Amédée, conseiller municipal à Blois. Amédée, seul adjoint au maire resté en ville à l'approche des Prussiens, se rend à la mairie accompagné de son fils et de son neveu Jules Gueritte. Les Prussiens ont alors franchi la Loire à Beaugency, et se trouvent déjà sur la rive gauche. Ne pouvant joindre ni le Préfet ni le Maire, Amédée Contant parvient à réunir les rares conseillers restants, qui prennent la décision de se rendre afin d’éviter des victimes civiles innocentes. Alors qu’il sort de la Mairie avec un drapeau blanc de fortune, il se voit pris à partie par des ouvriers occupés à construire une barricade et est traité de lâche. Piqué au vif, il arrache un fusil de leurs mains et fait feu sur les Prussiens qui ripostent… et le tuent !
Jules Contant est réformé pour « bronchite spécifique » et « autorisé » à résider à Paris (rue du Bac).
Le règlement de la succession paternelle (vente du magasin de « Nouveautés » de la rue du Commerce ainsi que d’une ferme de 82 hectares avec ses bâtiments à Soings-en-Sologne) le fait bénéficier d’une rente modeste mais suffisante pour lui permettre de vivre et de fréquenter les Beaux-Arts à Paris. Il est même un temps vendeur dans un grand magasin en complément de sa rente. Ses soirées se passent dans les lieux fréquentés par les artistes, tant rive gauche que rive droite, à Montmartre. On y discute de tous les sujets : de peinture, certes, mais aussi de politique avec le souffle d'un renouveau républicain.

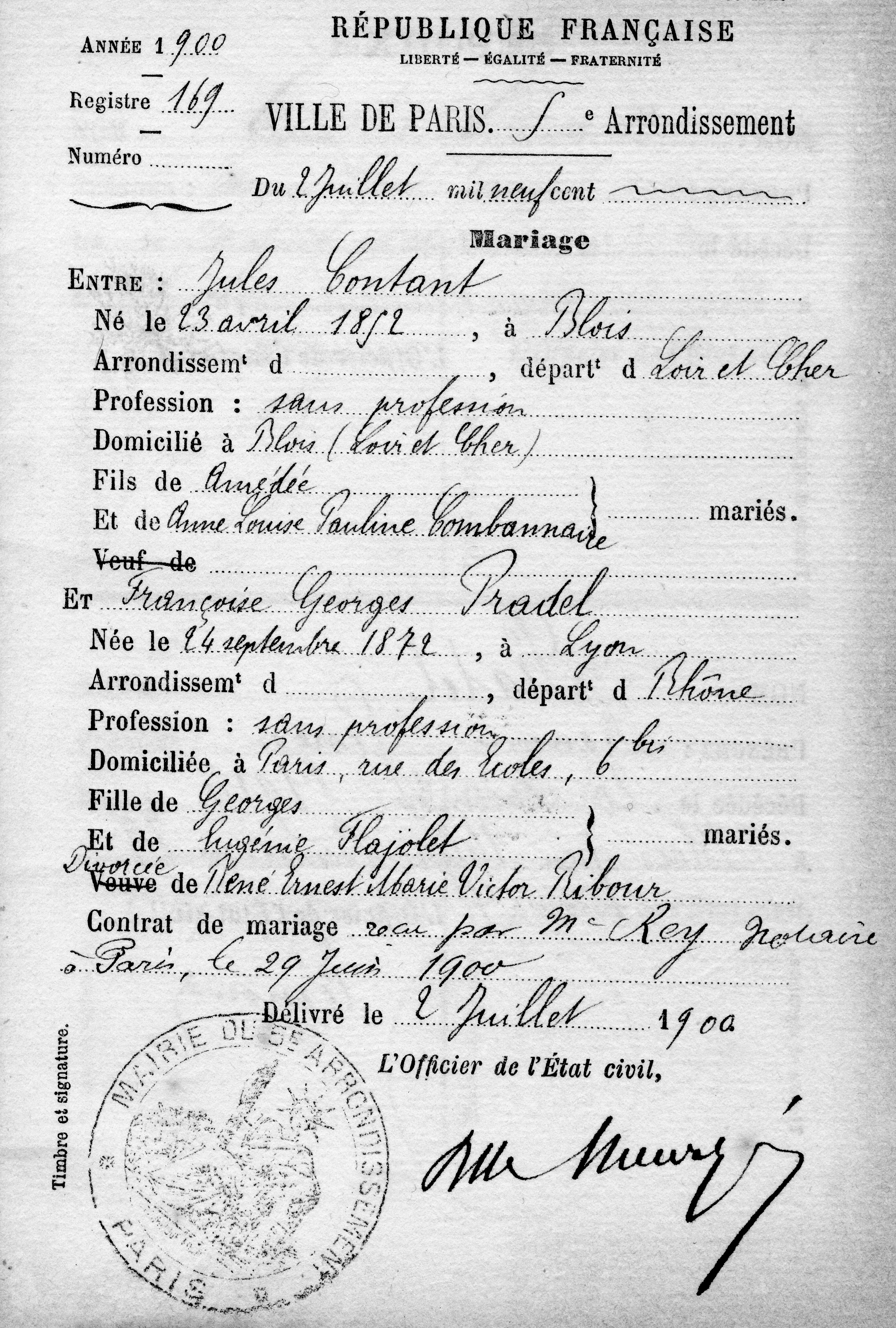
Livret de famille de Jules Contant

Il revient à Blois vers 1878. Profondément marqué par ses événements de jeunesse et par ses fréquentations parisiennes, il soutient la candidature d'un candidat radical aux législatives de 1881 en publiant, avec son cousin Jules Guéritte, un journal -Le Républicain du Loir-et-Cher- qu'il finance en grande partie lui-même. Ils sont attaqués en justice par les quatre députés sortants pour avoir publié des positions et des votes antérieurs de ces députés sur les sujets d'actualité tels que la liberté de la presse, la création de syndicats professionnels, le budget des cultes, la séparation de l’Église et de l’État, le maintien de l’Ambassade de France à Rome, l'éducation religieuse laissée au choix des parents mais dispensée en dehors de l’école laïque, le service militaire des ecclésiastiques, la diminution des traitements des cardinaux et des évêques, etc. Ces quatre députés, réélus avec une légère augmentation de leurs voix respectives par rapport à l’élection précédente, se voient déboutés de leurs demandes de dommages et intérêts. Cependant après un autre procès où le journal est attaqué pour diffamation et atteinte à la religion, estimant que les moyens d'existence lui font défaut, la Société que Jules Contant avait initié met fin à son existence et la parution du journal cesse en septembre 1882. Plus tard, il en est de même pour une « Société de Régates sur la Loire » qui aurait bien marché si Contant n’avait été seul à en assumer les frais.
Après cette expérience politique et journalistique, Jules Contant se présente aux élections municipales de 1884 et est brillamment élu conseiller municipal. Pendant 16 ans, jusqu'à son mariage, il participe activement à l'animation culturelle de la ville au sein des Conseils municipaux successifs.
Son activité d'artiste peintre et sa situation d'élu municipal lui permettent de devenir l'un des principaux éléments fondateurs de la Société des Amis des Arts, Sciences et Lettres de Loir-et-Cher. Cette société se donne pour but de réunir les artistes locaux pour proposer des concerts, des séances scientifiques ou littéraires et organiser des expositions d'œuvres présentées par des peintres du Loir-et-Cher. Pendant 25 ans, Jules Contant est secrétaire particulier de cette société, ainsi que l'un des participants aux expositions les plus actifs. Ces évènements sont autant d'occasions pour faire venir des célébrités parisiennes comme Benjamin-Constant ou Toulouse-Lautrec avec qui il était ami et qui lui fit cadeau de trois tableaux : un sur carton, un sur bois et un sur papier d’écolier.
Fort de cette expérience il expose à plusieurs reprises dans les salons parisiens les plus réputés : Salon des artistes français, Salon d'automne au Grand Palais, Salon des indépendants, Salon de l'Union des Beaux-Arts et des Lettres.
Le 2 juillet 1900, à Paris, il épouse Françoise Pradel, de 20 ans sa cadette. Françoise, que l’on appelait Francine, est issue d’une riche famille de Lyon. Munie d’une dot confortable (600 000 F or de l’époque), elle a précédemment été mariée à René Ribour, agréé exerçant sa fonction d'avocat à Paris, dont elle a divorcé cinq ans après leur mariage. Des amis communs lui présentèrent Jules, célibataire endurci. Artiste de cœur elle-même, car elle a obtenu un premier prix de Conservatoire de piano et de chant, Francine est rapidement séduite.
Ils ont un fils, Jacques, né le 22 août 1901 à Blois (décédé le 12 août 1938).
Sa fortune permet au couple d’avoir une vie agréable et facile. Ils passent en général le printemps à Blois dans la maison que Francine avait achetée en 1898, avant leur mariage, quai des Imberts (devenu ensuite quai Ulysse Besnard en mémoire de leur ami céramiste), l’été en Bretagne à Pont-Aven, l’automne à Paris où Francine possède un immeuble de 22 appartements en location au 6 bis de la rue des Écoles, l’hiver à Cagnes-sur-Mer dans la « Villa Lucrèce », non loin des « Colettes » de la famille Renoir avec qui ils entretiennent des liens d'amitiés, notamment parce que les enfants Pierre, Claude et Jean sont de l’âge de leur propre fils.
Francine meurt le 20 décembre 1914, en laissant un fils de 13 ans et une grosse fortune.
Jules continua à peindre et à fréquenter le milieu de la peinture de cette époque. Il possédait plusieurs toiles de maîtres dont six Renoir.
Il meurt le 10 novembre 1920 à l’âge de 68 ans, laissant un fils de 19 ans.

## L'œuvre

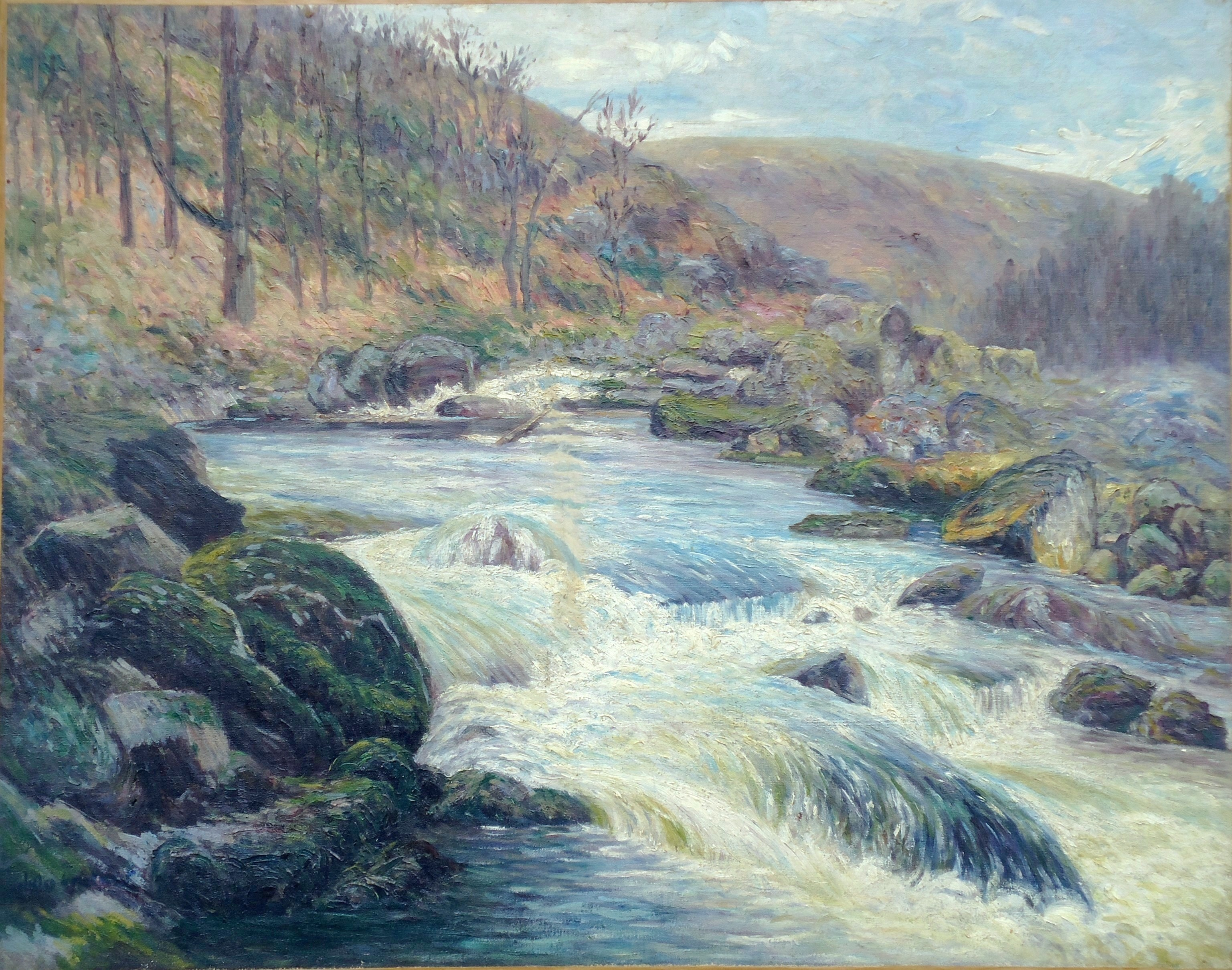
La Sédelle - huile sur toile 73x92 cm

De son séjour aux Beaux-arts, Jules Contant retient les techniques du dessin et de la peinture, oubliant l'esprit de l'académisme. Dans le même temps, il est aussi séduit par les peintres en rébellion qui furent à l'origine du « mouvement impressionniste ».
Ses premières œuvres restent quelque temps assez académiques. Ce sont pour l'essentiel des aquarelles légères, très appréciées des critiques locaux.

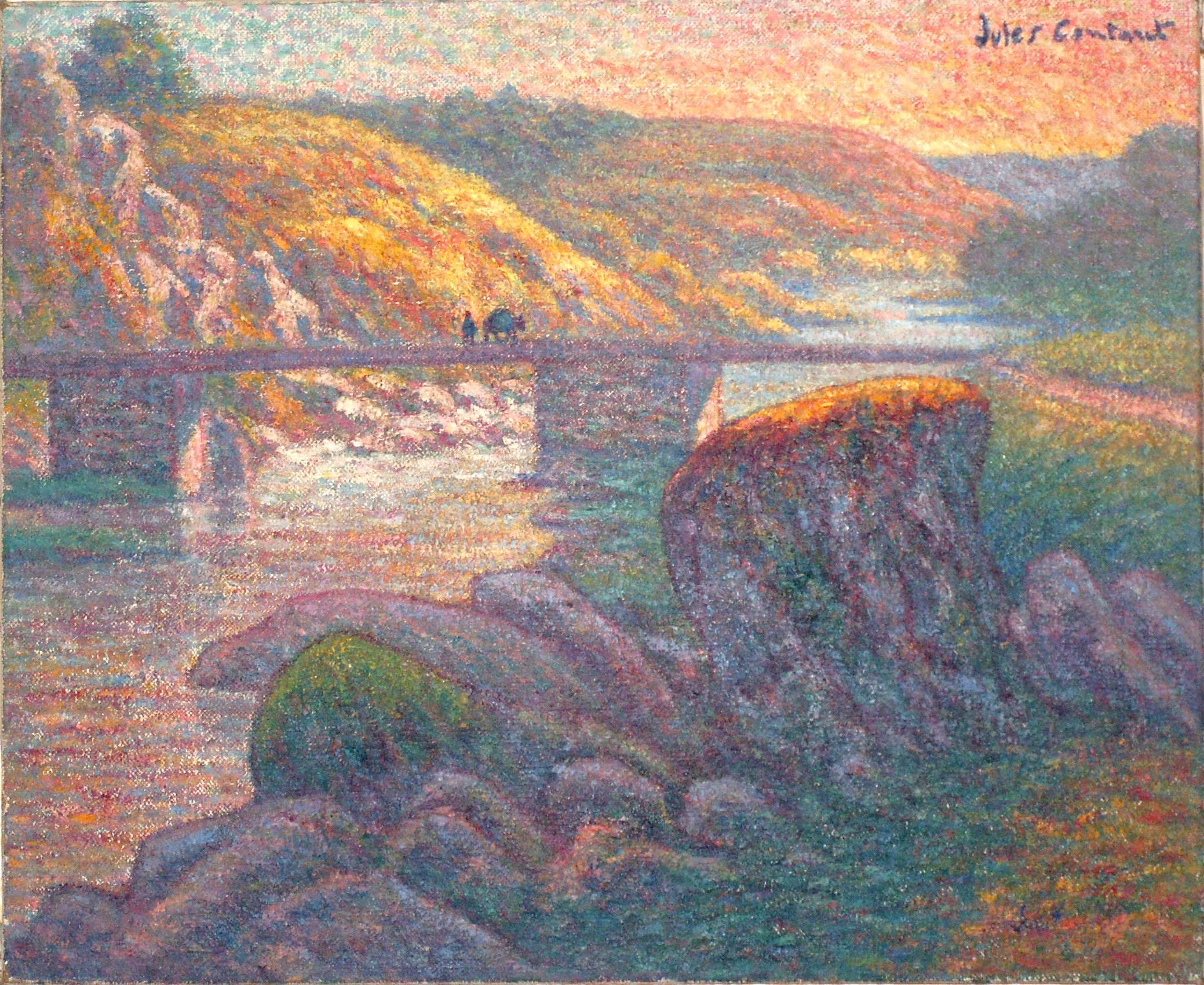
Le Pont noir - huile sur toile 50x61 cm

Jules Contant se met sur le tard, à 38 ans, à la peinture à l'huile et au crayon Raffaëlli. Très rapidement il passe de peintures au relent d'académisme à un style plus impressionniste. Il voyage dans tous les lieux majeurs de l'impressionnisme (Normandie, Vallée de la Marne, Pont-Aven, la vallée de la Creuse et Côte d'Azur). La confrontation avec les peintres de Pont-Aven et de l'École de Crozant lui donnent le goût de la lumière et des couleurs. Aux alentours de 1900, il produit de nombreuses œuvres, de plus en plus colorées, voire trop colorées au goût de certains. Dans cette même période, il est séduit par le pointillisme et multiplie les expériences dans cette voie. C'est du reste avec cette technique qu'il réalise l'un des deux grands panneaux destinés à décorer la salle des Colonnes, siège de la « Société des Amis des Arts », jouxtant la salle Gaston d'Orléans au château de Blois où avaient lieu tous les bals huppés de la saison. Son panneau, qui représente un moulin de Pont-Aven (461 × 253 cm), force malgré tout l'admiration de ses détracteurs. L'autre panneau, plus académique, est l'œuvre d'Henri Sauvage (qui lui fit un magnifique portrait de sa mère).
Fatigué par la maladie et par la disparition de son épouse, Jules Contant cesse là son évolution artistique. Il demeure insensible aux nouveaux mouvements de peintres qui prennent la relève des pionniers de l'impressionnisme (fauvisme, nabisme, cubisme, etc.).